# 신선동
신선동(新仙洞)은 부산광역시 영도구의 행정동이다. 

## 법정동
- 신선동1가(新仙洞1街)
- 신선동2가
- 신선동3가

## 관할 경계
- 신선동3가
- 신선동1가의 극히 일부지역은 영선제1동에서 관할
- 행정동인 신선동은 영선동2가, 봉래동4가의 일부도 관할

## 인구
| 연도   | 총인구   |  | 비고                                                    |
| ------ | -------- |  | ------------------------------------------------------- |
| 1966년 | 32,737명 |  | 신선1동(9,038명), 신선2동(13,555명), 신선3동(10,144명)  |
| 1970년 | 41,319명 |  | 신선1동(10,363명), 신선2동(16,629명), 신선3동(14,327명) |
| 1975년 | 48,157명 |  | 신선1동(11,764명), 신선2동(19,343명), 신선3동(17,050명) |
| 1980년 | 40,473명 |  | 신선1동(10,315명), 신선2동(16,666명), 신선3동(13,492명) |
| 1985년 | 36,297명 |  | 신선1동(9,476명), 신선2동(14,666명), 신선3동(12,155명)  |
| 1990년 | 32,766명 |  | 신선1동(8,292명), 신선2동(13,394명), 신선3동(11,080명)  |
| 1995년 | 26,128명 |  | 신선1동(6,143명), 신선2동(11,506명), 신선3동(8,479명)   |
| 2000년 | 19,625명 |  | 신선1동(4,426명), 신선2동 (8,693명), 신선3동(6,506명)   |
| 2005년 | 16,095명 |  | 신선1동(3,777명), 신선2동 (6,953명), 신선3동(5,365명)   |
| 2010년 | 14,984명 |  | 2007년 신선제1~3동을 신선동으로 통합                    |
| 2015년 | 12,167명 |  |                                                         |
| 2020년 | 9,538명  |  |                                                         |